# 헬름홀츠 자유 에너지
헬름홀츠 자유 에너지(Helmholtz free energy)란 일정한 온도에서 열역학적 고립계로부터 얻을 수 있는‘쓸모있는’ 일을 가늠하는 열역학적 퍼텐셜이다. 고립계에서 헬름홀츠 에너지의 차이의 음수값은, 온도가 일정한 열역학 과정으로부터 추출할 수 있는 일의 최댓값이다. 이러한 조건들 아래에서 헬름홀츠 에너지는 평형점에서 최소한으로 줄어든다. 헬름홀츠 자유 에너지는 헤르만 본 헬름홀츠에 의해 발전되었고, 문자 A나 F로 표시된다. IUPAC에서는 헬름홀츠 에너지와 함께 문자 A를 권장한다. 물리학에서 A는 헬름홀츠 함수 또는 간단히 “자유 에너지”를 의미한다. 열역학적 퍼텐셜을 측정할 때 깁스 자유 에너지가 가장 흔히 사용되지만, 화학에서 등압이라는 제한조건이 있으면 때때로 정량화하는 것이 불편하다. 예를 들어, 폭발을 일으키는 연구를 할 때 그 물질의 특성상 폭발적인 반응을 일으키고 압력을 변화시키기 때문에, 헬름홀츠 자유에너지가 자주 이용된다.

## 정의
헬름홀츠 에너지는 다음과 같이 정의된다.
{\displaystyle A\equiv U-TS\,}
각 문자는 다음을 나타낸다.
- A는 헬름홀츠 자유에너지(SI 단위로 줄, CGS로 ergs)
- U는 계의 내부에너지 (SI 단위로 줄, CGS로 ergs)
- T는 절대온도 (켈빈)
- S는 엔트로피 (SI 단위로 joules per kelvin, CGS: ergs per kelvin)

## 수학적 전개
열역학 제1법칙에 의해
{\displaystyle {\rm {d}}U=\delta Q-\delta W\,}
U는 내부에너지, δQ는 가열에 의해 더해진 에너지, δW=pdV는 계가 행한 일이다.
열역학 제2법칙으로부터 가역반응에서는 δQ=TdS라고 말할 수 있다. 헬름홀츠 자유에너지 정의식A≡U-TS의 양변을 미분하면 다음과 같다.
{\displaystyle {\rm {d}}A={\rm {d}}U-(T{\rm {d}}S+S{\rm {d}}T)\,}
{\displaystyle =(T{\rm {d}}S-p\,{\rm {d}}V)-T{\rm {d}}S-S{\rm {d}}T\,}
{\displaystyle =-p\,{\rm {d}}V-S{\rm {d}}T\,}
비가역반응에서는 에너지가 평형값보다 작은 값이다 그래서 일반적으로 다음과 같이 쓸 수 있다.
{\displaystyle {\rm {d}}A\leq -p\,{\rm {d}}V-S{\rm {d}}T\,}
만약 등온과정이면 dT=0이므로
{\displaystyle {\rm {d}}A\leq -\delta W\,}
헬름홀츠 에너지변화의 음수값은 등온과정으로 진행한 계로부터 얻을 수 있는 일의 최댓값이다. 수학적인 표현으로는 상태공간에서 어떤 등온선에 대한 -dA의 적분값이 계로부터 얻을 수 있는 일의 최댓값이라고 말할 수 있다.
만약 여기에 부피도 상수로 고정된다면, 위의 등식은 다음과 같이 쓸 수 있다.
{\displaystyle {\rm {d}}A\leq 0\,}
등호는 균형에서 성립한다. 온도와 부피가 일정한 계에서 헬름홀츠 에너지는 계의 균형에서 나타나는 최솟값으로 계속해서 줄어든다. 좀 더 일반적인 형태로, 제1법칙은 화학적인 퍼텐셜과 여러종류의 입자수에 관련한 항이 더해져 내부 에너지를 묘사한다. 미소상태 dA는
{\displaystyle {\rm {d}}A\leq -p\,{\rm {d}}V-S{\rm {d}}T+\sum _{i}\mu _{i}\,{\rm {d}}N_{i}\,}
여기서 {\displaystyle \mu _{i}}는 i번째 유형의 입자가 가진 화학적인 퍼텐셜이고, {\displaystyle N_{i}}는 그 i번째 유형의 입자 개수이다. 이러한 정의를 가지고 헬름홀츠 에너지의 음수값은 처음과 마지막 상태가 같은 온도와 입자수를 같는 계로부터 사용가능한 일에너지의 최대양이라고 말할 같지 않다
다. 좀 더 일반화할때는 헬름홀츠 에너지의 해석이 유효하도록 크기에 관련된(extensive) 미분항들이 0이 되는 더 많은 항들이 더해진다.

## 일반화 헬름홀츠 에너지
더 일반화된 경우에, 역학적 항( {\displaystyle p{\rm {d}}V})은 반드시 부피와 응력(stress)와 변형(strain)의 곱으로 대체되어야 한다.
{\displaystyle {\rm {d}}A\leq V\sum _{ij}\sigma _{ij}\,{\rm {d}}\varepsilon _{ij}-S{\rm {d}}T+\sum _{i}\mu _{i}\,{\rm {d}}N_{i}\,}
여기서 {\displaystyle \sigma _{ij}}는 응력 텐서, {\displaystyle \varepsilon _{ij}}는 변형 텐서이다. 훅 법칙을 따르는 선형 탄성 물질의 경우, 응력과 변형의 관계는 다음과 같다.
{\displaystyle \sigma _{ij}=C_{ijkl}\epsilon _{kl}}
응력에 대해 곱셈에서 반복된 첨자들은 더해지는 아인슈타인 표기법을 쓴다. 헬름홀츠 에너지를 얻기 위해 dA에 대해 적분하면, 다음과 같다.
{\displaystyle A={\frac {1}{2}}VC_{ijkl}\epsilon _{kl}^{2}-ST+\sum _{i}\mu _{i}N_{i}}
{\displaystyle ={\frac {1}{2}}V\sigma _{ij}\epsilon _{ij}-ST+\sum _{i}\mu _{i}N_{i}}

## 같이 보기
- 깁스 자유 에너지
- 큰 퍼텐셜
- 엔탈피
- 통계역학